# Štefan V. Druget
Štěpán V. Druget(h) (slovensky Štefan, maďarsky V. Drugeth István) byl uherský šlechtic z humenské větve rodu Drugetů, v letech 1551 až 1556 župan zemplínské a žské župy. 

## Život
Víme o něm, že byl v roce 1584 předvolán k soudu kvůli zabití sedláka jménem Ruman z Pichného.
Také víme, že pro nějaké neshody se silně pohádal se svým příbuzným Jiřím II. Drugetem na Trebišovském hradě, který vlastnil Jiří II. po svém otci Jiřím I. Vznikla mezi nimi hádka, že Jiřího manželka Eufrozina, rozená Dóciová, potratila dítě. Celý spor se dostal až před soud v roce 1588, na který byli předvoláni přísným podžupanem Ladislavem Barkóczym. K soudu se musel dostavit i sám župan Štěpán V. a zodpovídat se. Soud skončil vítězstvím Štěpána V., který odpřisáhl, že on nebyl důvodem potratu dítěte, ani nezabil žádného člověka. Aby jeho nevina byla jasnější, složilo 50 šlechticů přísahu ve prospěch jeho neviny.
Další spor měl s bratrancem Gašparem II. Toho obvinil z mocnářství. Svědectví svědků směřovaly proti Gašparovi, který bydlel v humenské kurii (kostele). Štěpán V. své neshody řešil i ozbrojeným útokem a tuto událost zaznamenal Gašpar II. ve svém deníku
"Pan Štěpán Humenský, když přišel k bráně mé humenské kurie se svým synem, drabantem si dal otevřít mou bránu na pole. Se svým služebníkem přešli přes dvůr a mého drabanta nechal dávat pozor, aby mu otevřel bránu při klášteře, když se bude vracet. Když se vrátil, protože drabant byl jeho krajanem, bránu mu otevřel a propustil sluhy. Sluhové pak kamenem rozbili zámek na žaláři a propustili Gasparovy zajatce. "
V bitvě u Sikszó (severovýchodně od Miškovce) v roce 1588, kterou vedl Zikmund Rákoczi, bojoval proti budínskému pašovi Ferhatovi. Ten s 12 000 bojovníky přišel potrestat hrady, které mu odmítly platit poplatky. Turci byli poraženi. Štěpán V. v bitvě spadl z koně, byl chycen a spoután. Když se však Turci hádali, kdo z nich získá jeho bohaté šaty a výzbroj, podařilo se několika odvážným bojovníkům osvobodit ho. V roce 1593 bojoval spolu s císařským vojskem při dobytí pevnosti Sabadka na Gemeru. V tomto boji bojoval s velkým nasazením a zápalem až tak, že dokonce u dělových ochranných náspů i jedl a spal. Po dobytí této pevnosti bojoval dál. Spolu se Zikmundem Rákoczim dobyl hrad Fiľakovo. V bitvě se jim podařilo zajmout i mnoho Turků a odvléci je na hrad do Sečan. V následujícím roce bojoval s 400 bojovníky o hrad Hatvan, kde byli Turci také poraženi.
Básník Ján Bocatius mu za to věnoval oslavnou báseň. 
“Ó, koľko sily si stratila, uhorská krajina, keď ti padol Druget oplakávanou smrťou!... Bitky pri Siksove dosvedčujú, aký to bol hrdina, aký zmužilý človek, slávny a veľmi verný. Keď išiel s malou hŕstkou proti početnému vojsku Turkov a sám povalil nespočetné množstvo nepriateľov. Bojoval udatne, až prihorlivo a keď ho obkľúčili hrozní Góti zo všetkých strán, zavalený od chrbta, v dôsledku presily nasadili mu strašné putá, zbavili ho sluhov a ponechali bez pomoci druhov. Ale boh a jeho osobná šikovnosť uvoľnili opäť putá z jeho rúk, takže sa vrátil odtiaľ ako víťaz. Treba azda spomenúť, ako sa prejavil na turských poliach? Tam mužne zasiahol svojou zbraňou tureckých vlkov. A hoci sa v tom boji dostal do najvyššieho nebezpečia života, svojim udatným mečom si získal čestné uznanie. Nemôžem nespomenúť, akú slávu si vydobyl na lúkach Kerestu, kde sa odohrala bitka s tureckým vojvodcom. Tento najudatnejší spomedzi všetkých bojovníkov vlasti vrhol sa do tisícov bojov pre vlasť, pohŕdajúc životom....Tento hrdina polámal mnohé kopije v bojoch s Turkami. koľko? Či koľkokrát? Vypočítať to by bola ťažká práca. Sám bol synom Marsa a rád mal aj ostatných jeho synov, ktorým bol vo vojne udatným pomocníkom. Často udeľoval veľké odmeny udatným vojakom a svojich podriadených napínal ako tetivu luku…”